# Wanderer (Schiff, 1878)
Die Wanderer war eine Bark (Segelschiff), die mit Heimathafen New Bedford in Massachusetts als Walfangschiff eingesetzt wurde.
1878 wurde die Wanderer in der Holmes' Werft in Mattapoisett in Massachusetts gebaut. Ihr Gewicht betrug 303 Tonnen bei 35 Metern Länge.
Die Wanderer gilt als eines der schönsten, vor allem aber als letztes Segelschiff, das zur Waljagd eingesetzt wurde. Zwischen 1878 und 1924 ging sie 23-mal auf Waljagd, hauptsächlich im Gebiet um die Azoren.
1922 wurde das Schiff für den Film Down to the Sea in Ships eingesetzt, in dem es die Charles W. Morgan darstellte.
Seine 24. Fahrt konnte das Schiff nicht antreten: Einen Tag nach der Ausfahrt aus New Bedford lag es bei Cuttyhunk, der äußersten Insel der Elizabeth Islands (zwischen Buzzards Bay und Vineyard Sound im Süden von Massachusetts), vor Anker, als das Ankertau riss und das Schiff in der Folge strandete. Die Besatzung konnte sich vollzählig in zwei Booten an Land retten.
Nach dem Schiff wurde die 1992 gegründete Regionalzeitung The Wanderer benannt, die für die Gemeinden Marion, Mattapoisett und Rochester im Südosten von Massachusetts herausgegeben wird. Die Zeitung bildet in der oberen linken Ecke die schwarze Silhouette einer Dreimastbark ab.